# Stefano Bakonyi
Stefano Bakonyi (ur. 25 grudnia 1892  – zm. 8 października 1969 w Bordighera, Włochy) - inżynier-chemik włoski węgierskiego pochodzenia, znany ze swojego wkładu w rozwój języków sztucznych, szczególnie interlingwy. Był autorem pracy Civilisation e Lingua Universal i twórcą Fundation Bakonyi pro Lingua Universal (FBLU) wspierającej publikacje w tym języku.